# Xadrez na China
O xadrez foi introduzido China por volta do século IX embora seja controversa a origem do jogo. Alguns pesquisadores afirmam que o jogo pode ter suas origens no país, durante a dinastia Chou pelo imperador Wu embora as fontes que indicam com certeza a relação com um jogo indiquem o século VIII. O comércio através da rota da seda foi o provável caminho pelo qual o jogo chegou à China apesar de não existir certeza proveniente da Índia ou da Pérsia antiga (Ver também:a teoria iraniana).
Uma teoria alternativa sustenta que o xadrez surgiu na China e se espalhou para Ásia Central e chegou à Pérsia no século VII. O especialista em xadrez Samuel Howard Sloan afirma que o xadrez (anterior ao chaturanga) foi criado na China em 204-203 a.C. pelo general Han Xin, embora a maioria dos especialistas ocidentais não aceite essa tese. Há duas referências ao xadrez na antiga literatura chinesa. A primeira foi de uma coleção de poemas conhecida como "Chu Chi" durante a Dinastia Chou (1046 - 255 a.C.). A segunda é de um famoso livro conhecido como "Shuo Yuan". Ambos são bem conhecidos na literatura chinesa.
O chaturanga apareceu na Índia no século VI. Há uma profusão de material literário disponível em sânscrito, indo até 1500 a.C. Se o chaturanga tivesse existido antes do século VI, é quase certo que isso teria sido mencionado em algum lugar.
O fato de o antigo xadrez chinês também ter uma torre, um rei, um peão e um bispo, todos eles ocupando as mesmas posições iniciais no tabuleiro e com os mesmos movimentos e os mesmos significados que no conhecido antecessor medieval do xadrez moderno, é notável. Em vista da conhecida história chinesa de isolacionismo, é improvável que um jogo de origem estrangeira possa ter entrado neste país vindo do exterior e se tornado tão imensamente popular entre os seus habitantes. Em vez disso, seria mais lógico afirmar que ele se originou neste país, se espalhou para a Ásia Central e chegou à Pérsia em torno do século VII. 
Sua chegada lá se deu num momento oportuno, pois o islamismo estava em seu início e começava a se expandir para a Índia. Finalmente, o xadrez chegou ao ocidente, provavelmente levado de caravana através do deserto de Gobi até o Uzbequistão, onde as mais antigas peças conhecidas, inclusive um elefante "em pé" datado do século II foram encontradas. De lá cruzou o Afeganistão, chegando à Pérsia por volta do século VII. A língua indiana, o hindi, é substancialmente derivado do Persa. A história daquela região nos diz que naquele período da história a maior parte das coisas passava da Pérsia para a Índia, e não o contrário.
O xadrez de origem chinesa também se disseminou em outras regiões da Ásia sujeitas à influência chinesa. Indo para o sul, ele entrou na Birmânia, no Laos, no Vietnã e no Camboja. Dali atingiu a Tailândia e a Malásia e atravessou para a ilha de Java, na Indonésia, onde foram encontrados vestígios do xadrez.
A Coreia desenvolveu uma variante do xiangqi chamada janggi (também escrito changgi, jangki, tjyang keui ou xadrez coreano). Para cada peça, as regras se equiparam às do xadrez chinês salvo indicação em contrário.
Existe uma versão japonesa do xadrez chamado shogi. As diferenças entre o xadrez chinês e o japonês são tão grandes que os especialistas no Japão não acreditam que ele tenha vindo diretamente da China ou da Índia, ou mesmo da Coréia. Ao contrário, eles supõem que o processo evolucionário demorou muito tempo, talvez até mil anos. Já que essas diferenças, que são bem maiores que as diferenças entre o xadrez ocidental e o chinês, não podem ser explicadas apenas pela introdução no Japão, os especialistas acreditam que a maior parte dessa evolução ocorreu dentro do próprio Japão.
Influenciado pela cultura local, o antecessor introduzido no país tomou características locais passando a se chamar xiangqi, que é reconhecidamente uma variante do xadrez. O xiangqi é um jogo muito popular no país com aproximadamente 300 milhões de praticantes, frente aos cerca de 300 mil praticantes da versão ocidental do jogo, que só adquiriu popularidade a poucas décadas.